# Tratado de fronteira marítima Estados Unidos–Ilhas Cook
O Tratado de fronteira marítima Estados Unidos–Ilhas Cook é um tratado de 1980 que estabelece uma fronteira marítima entre as Ilhas Cook e Samoa Americana. Resolveu uma série de disputas territoriais entre as duas partes.
O tratado foi assinado em Rarotonga em 11 de junho de 1980. A fronteira é uma linha equidistante entre as ilhas mais próximas dos dois Estados. O limite é 566 milhas náuticas e consiste de 24 segmentos de linhas retas marítimas, definidas por 25 pontos de coordenadas individuais. O extremo norte da fronteira constitui um tripoint com Tokelau e o fim da fronteira sul com Niue.
Revolveu uma série de disputas territoriais entre os Estados Unidos e Ilhas Cook. Primeiro, os Estados Unidos reconheceram a soberania das Ilhas Cook sobre as ilhas Pukapuka, Manihiki, Rakahanga e Penrhyn. Em segundo lugar, os Estados Unidos implicitamente demonstrou que havia abandonado sua alegação que Tokelau fazia parte da Samoa Americana, uma vez que o limite foi definido para terminar na sua extremidade norte, um ponto em que a fronteira hipotética eqüidistante dos três pontos entre as Ilhas Cook, Samoa Americana e Tokelau teria existido. Em dezembro de 1980, os Estados Unidos confirmaram os três pontos ao concordar com o Tratado de Tokehega com a Nova Zelândia, que formalmente delimitou a fronteira da Samoa Americana com Tokelau.
Foi ratificado pelo Senado dos Estados Unidos e as Ilhas Cook em 1983, e entrou em vigor em 8 de setembro de 1983.